# Porphoracris
Porphoracris is een geslacht van rechtvleugeligen uit de familie Romaleidae. De wetenschappelijke naam van dit geslacht is voor het eerst geldig gepubliceerd in 1979 door Descamps.

## Soorten
Het geslacht Porphoracris  is monotypisch en omvat slechts de volgende soort:
- Porphoracris sanguinipes (Descamps, 1979)